# I. Lajos, Bourbon hercege
I. Lajos, Bourbon hercege (franciául: Louis de Bourbon; Clermont, 1279. – Párizs, 1341. január 29.) a Bourbon-ház alapítója.

## Élete
1297 és 1304 között a Flamand grófságban harcolt, a Courtrai-i csatában is részt vett. 1308-ban Izabella hercegnőt, II. Eduárd angol király feleségét kísérte Angliába.
1310-ben örökölte Bourbonnais-t az anyjától. 1327-ben Lajos elcserélte Clermont grófságot a La Marche grófságra IV. Károly francia királlyal, aki hercegi rangra emelte Lajost.

## Házassága és gyermekei
1310-ben feleségül vette Máriát (1280–1354), II. János hainaut-i gróf lányát.
Gyermekeik:
- Jeanne (1311–1402) ∞ Guigues VII de Forez
- I. Péter, Bourbon hercege (1313–1356, a poitiers-i csatában), a Bourbon-Montpensier-ház alapítója. 1527-ben III. Charles de Bourbon-Montpensier halálával kihalt ez a Bourbon-ág.
- Marguerite (1315–1362)
  - ∞ Jean II. de Sully (?–1343)
  - ∞ Hutin de Vermeilles
- Bourbon Beatrix (1320–1383) ∞ János cseh király
- Marie (1318 körül – 1387)
  - ∞ Guido de Lusignan (1316–1343), IV. Hugó ciprusi király fia
  - ∞ Róbert tarantói herceg (1315–1364)
- I. Jakab La Marche grófja (1321–1362), a Bourbon-La-Marche-ház alapítója, amelyből IV. Henrik francia király származott.

## Fordítás
- Ez a szócikk részben vagy egészben  a   Louis I. de Bourbon című német Wikipédia-szócikk fordításán alapul.  Az eredeti cikk szerkesztőit annak laptörténete sorolja fel. Ez a jelzés csupán a megfogalmazás eredetét és a szerzői jogokat jelzi, nem szolgál a cikkben szereplő információk forrásmegjelöléseként.
- Ez a szócikk részben vagy egészben  a   Louis Ier de Bourbon című francia Wikipédia-szócikk fordításán alapul.  Az eredeti cikk szerkesztőit annak laptörténete sorolja fel. Ez a jelzés csupán a megfogalmazás eredetét és a szerzői jogokat jelzi, nem szolgál a cikkben szereplő információk forrásmegjelöléseként.